# Denise Dowse
Denise Dowse (ur. 21 lutego 1958 w Honolulu, zm. 13 sierpnia 2022) – amerykańska aktorka. Najbardziej znana jest z ról jako pani Yvonne Teasley w serialu telewizyjnym Beverly Hills, 90210 (1991–2000), sędzia Rebecca Damsen w Obrońcy (2001–2004), marszałek lotnictwa Tehat Meru w Żołnierze kosmosu i Flora w Połączeniu.
Dowse zapadła w śpiączkę w sierpniu 2022 roku w związku z zapaleniem opon mózgowych. Zmarła 13 sierpnia 2022 roku w wieku 64 lat.

## Wybrana filmografia
- 1990: Zimny ogień, jako Channing
- 1990: Beverly Hills, 90210, jako pani Yvonne Teasley
- 1991: Handlarz żywym towarem, jako pielęgniarka
- 1992: Żądza krwi, jako sąsiadka
- 1994: Wróg wewnętrzny, jako dr Jarvis
- 1995: Rysopis mordercy 2, jako dyspozytorka
- 1995: Całując Mirandę, jako Cristianne
- 1996: Eko-jaja, jako Olivia Biggs
- 1997: Żołnierze kosmosu, jako marszałek lotnictwa Tehat Meru
- 1997: Rodzinny interes, jako Sylvia Watkins
- 1998: Miasteczko Pleasantville, jako nauczycielka zdrowia
- 1998: Adwokat, jako sędzina Constance Mullen
- 1999: K-911, jako dr Perkins
- 2000: Requiem dla snu, jako matka Tyrona
- 2001: Dr Dolittle 2, jako sekretarka
- 2001: Obrońca, jako sędzia Rebecca Damsen
- 2003: Szczury, jako Matilda
- 2004: Epitafium, jako sędzina
- 2004: Ray, jako Marlene
- 2005: Trener, jako dyrektor Garrison
- 2005: Zgadnij kto, jako Lisa
- 2007: Zabić wspomnienia, jako terapeutka w szpitalu psychiatrycznym
- 2007: Najlepszy strzał, jako Lisa
- 2013: Połączenie, jako Flora
- 2015: Podejrzany, jako Elaine Williams
- 2018: Zimne jak kamień święta, jako diakonisa
- 2020: Niezapomniana, jako mama Derricka